# 河村梨恵
河村 梨恵（かわむら りえ、4月21日 - ）は、日本の女性声優。千葉県松戸市出身。東京俳優生活協同組合所属。

## 略歴
当初はワイスプロダクションに所属していたが、2018年7月31日をもって退所。フリー期間を経て、同年12月1日より東京俳優生活協同組合所属。

## 人物
読書、カメラ、イラストを描くこと、猫と遊ぶこと、旅をすることが趣味。特技はものまね、楽器演奏、デザイン、趣味と同じくイラスト（特に似顔絵）を描くこと。楽器演奏というのは主にファゴットの演奏を指している。
愛猫の名前はチャイ。

## 出演
太字はメインキャラクター。

### テレビアニメ
2005年
- capeta（生徒 他）

2015年
- GON -ゴン-（ニッチー）
- わしも WASIMO（こども）
- レゴ ニンジャゴー 〜スピン術バトルの使い手〜（ブラッド）
- GANGSTA.（娼婦、客）

2016年
- 少年アシベ GO! GO! ゴマちゃん（2016年 - 2019年、アシベ、ゴマボ） - 4シリーズ
- ネトゲの嫁は女の子じゃないと思った?（女生徒A、ゲームアナウンス）
- ばくおん!!（受験生A、店員）
- 甘々と稲妻（時報お姉さん）
- 私がモテてどうすんだ（田村さん）

2018年
- ピアノの森
- ムヒョとロージーの魔法律相談事務所（2018年 - 2020年、ビコ / 我孫子優、女） - 2シリーズ
- クレヨンしんちゃん（2018年 - 2025年、手品師マリ、主婦C、スタッフ、店員D、馬場ママ 他）

2019年
- フルーツバスケット（2019年 - 2021年、不良、秘書、女子生徒、女中、女性） - 3シリーズ
- 炎炎ノ消防隊（2019年 - 2020年、第5女性隊員、シスター、住民、第1シスター、白装束） - 2シリーズ
- ダンジョンに出会いを求めるのは間違っているだろうかII（アマゾ娼婦）
- ドラえもん（テレビ朝日版第2期）（2019年 - 2025年、野良猫A、男子、子ども③、野球少年、ペドロ 他）
- ライフル・イズ・ビューティフル（体育の先生、大家）
- Z/X Code reunion（青の世界の幹部）
- 神田川JET GIRLS（ジェニファー'sアウント）

2020年
- マギアレコード 魔法少女まどか☆マギカ外伝（噂好きの少女B）
- 名探偵コナン（2020年 - 2021年、女性、上田〈妻〉）
- 異種族レビュアーズ（クロコ）
- パズドラ（2020年 - 2024年、少年C、レッドちゃん、鬼宮キキ）
- GO!GO!アトム
- 宝石商リチャード氏の謎鑑定（ジェフリー〈少年時代〉）
- 遊☆戯☆王SEVENS（2020年 - 2021年、プリンセスG / プリ崎ギブ美、節子ばあちゃん、ドローン、生徒、客 他）
- ミュークルドリーミー（2020年 - 2021年、店員、プチトマA、カボチャ男〈少年〉、ムッキー、ウッキー）
- ハクション大魔王2020（田中さん）
- あひるの空（内海）
- ご注文はうさぎですか? BLOOM（おばあちゃん）
- ひぐらしのなく頃に業（看護師）
- A3!（通行人）

2021年
- はたらく細胞!!（色素細胞）
- 無職転生 〜異世界行ったら本気だす〜（メイド）
- Vivy -Fluorite Eye's Song-（女性、接客AI、スタッフ2、男の子）
- ホリミヤ（教師）
- BLUE REFLECTION RAY/澪（生徒、都の母）
- MARS RED（英国淑女B）
- ふしぎ駄菓子屋 銭天堂（青木なみ）
- トロピカル〜ジュ!プリキュア（ワタル）
- スライム倒して300年、知らないうちにレベルMAXになってました（喫茶店の客たち）
- 死神坊ちゃんと黒メイド（子供A）
- 小林さんちのメイドラゴンS（村の少年、黒田）
- 海賊王女（娼婦）
- 名探偵コナン 警察学校編 Wild Police Story（2021年 - 2023年、女子生徒、女性客）

2022年
- その着せ替え人形は恋をする（見学客）
- 永遠の831（キャスター）
- デリシャスパーティ♡プリキュア（2022年 - 2023年、レシピッピ、高田りさ、華満りん）
- 遊☆戯☆王ゴーラッシュ!!（2022年 - 2025年、ワープばあちゃん3姉妹、プリ崎さん / プリ崎グル美、はぐれ使い魔）
- 虫かぶり姫（マリッサ）

2023年
- もういっぽん!（蒼井沙也加）
- 神無き世界のカミサマ活動（ユシー）
- 葬送のフリーレン（母親、魔族）
- B-PROJECT〜熱烈*ラブコール〜（司会者）
- SPY×FAMILY（乗客）

2024年
- 薬屋のひとりごと（2024年 - 2025年、官女、双凛） - 2シリーズ
- ぶっちぎり?!（女子高校生、女子A、NG GIRLS D・E、花屋の店員、看護師）
- キングダム（娼婦、女の人）
- 休日のわるものさん（おばちゃん）
- 道産子ギャルはなまらめんこい（戸口美彩）
- 響け!ユーフォニアム3（吹奏楽部員）
- 忍たま乱太郎（客）
- キミと僕の最後の戦場、あるいは世界が始まる聖戦 Season II（2024年 - 2025年、梓）

2025年
- メダリスト（先生）
- ちょっとだけ愛が重いダークエルフが異世界から追いかけてきた（春原日向）
- ある魔女が死ぬまで（男の子）
- ブスに花束を。（アナウンサー）

### 劇場アニメ
2010年代
- 青鬼 THE ANIMATION（2017年、少年）
- 空の青さを知る人よ（2019年）
- ぼくらの7日間戦争（2019年、女子2）

2020年代
- クレヨンしんちゃん 激突! ラクガキングダムとほぼ四人の勇者（2020年、あおぞら教室係員）
- 鹿の王 ユナと約束の旅（2022年、ヨキの妻）
- クレヨンしんちゃん もののけニンジャ珍風伝（2022年、看護婦）
- 映画 デリシャスパーティ♡プリキュア 夢みる♡お子さまランチ!（2022年）
- 特別編 響け！ユーフォニアム〜アンサンブルコンテスト〜（2023年、吹奏楽部員）
- クレヨンしんちゃん 超華麗!灼熱のカスカベダンサーズ（2025年）

### OVA
- 小林さんちのメイドラゴンS（2022年、黒田） - 番外編

### Webアニメ
- 斉木楠雄のΨ難 Ψ始動編（2019年、女子生徒B）
- 極主夫道（2021年、亮太の母）

### ゲーム
2010年代
- ソードアート・オンライン -ロスト・ソング-（2015年）
- ホラーヴィジュアルノベル 隣人 -Neighbor-（2018年、悠木佳枝）
- 荒野のコトブキ飛行隊 大空のテイクオフガールズ！（2019年、ミヤコ、フッチ）
- スーパーロボット大戦X-Ω（2019年、アシベ、ゴマボ）

2020年代
- 誰ガ為のアルケミスト（2020年、イカサ）
- Panty Party（2020年、革パンツ）
- モンスターストライク（2022年、テンペストーソ）
- 信長の野望 出陣（2023年 - 、茶々、淀殿、愛姫）
- 九魂の久遠（2024年、クオン〈業魔形態〉）
- カルドアンシェル（2024年、クオン〈業魔形態〉）

### ドラマCD
2006年
- サルーテ！〜フロワ王女と海賊ルッシュ〜（ミスラ）

2014年
- クリスマスキャロル〜聖夜の奇蹟〜（ティム）
- くるみ割り人形〜絆、時空を超えて〜（ペーター、ロッテ）

2015年
- 魔界王子 devils and realist コミック10巻ドラマCD付き限定版
- BROTHERS CONFLICT OVA第1巻特典スペシャルドラマCD「熱血」
- いおの様ファナティスク ドラマCD付き新装版1巻・2巻（群衆）

2018年
- Swing!!（プリシラ〈犬〉、店員、メイド）

2020年
- 転生しまして、現在は侍女でございます。（侍女）※『転生しまして、現在は侍女でございます。0』ドラマCD付き書籍

2021年
- やましい恋のはじめかた（荒木とも世）

### 吹き替え

#### 映画
- エニシング・イズ・ポッシブル（2022年）
- アバター:ウェイ・オブ・ウォーター（2022年[41]）
- search/#サーチ2（2023年[42]）
- ウォンカとチョコレート工場のはじまり（2023年、緑ヒゲの女性〈マリーナ・バイ〉[43]）
- プー あくまのくまさん（2023年、マリア〈マリア・テイラー〉）
- ワイルド・スピード（2024年、モニカ〈モニカ・タマヨ〉[44]）※ザ・シネマ版
- セーヌ川の水面の下に（2024年[45]）
- ツイスターズ（2024年[46]）
- エイリアン:ロムルス（2024年[47]）
- ヴェノム:ザ・ラストダンス（2024年[48]）
- クレイヴン・ザ・ハンター（2024年[49]）

#### ドラマ
- V Wars（2019年、エヴァ・オマリー〈シドニー・マイヤー〉）
- BULL シーズン3（2020年、カサンドラ）
- ホワイトハウス・ファームの惨劇 〜バンバー一家殺人事件〜（2020年、シーラ・キャフェル〈クレシダ・ボナス〉[50]）

#### アニメ
- Go!Go!コリーカーソン シーズン1（2020年、カーリー）
- オッドボールズ（2022年、マズ）
- 最後の召喚師 -The Last Summoner-（2023年、幼少期のモド）
- 攻略うぉんてっど!〜異世界救います!?〜（2023年、衛兵）

### ラジオ
- AKIBA美少女新撰組 ご覚悟！（2015年、高杉りえ[51]）

### テレビCM
- OLIVE des OLIVE（2015年）
- Meiji Seika ファルマ「明治うがい薬」（2016年、カバくんの声）

### テレビドラマ
- キューティーハニー THE LIVE（2007年）

### その他コンテンツ
- ボイスドラマ『将来的に死んでくれ』（2020年、刑部槙介[52]）

### シリーズ一覧
1. ↑  第1期（2016年 - 2017年）、第2期（2017年 - 2018年）、第3期（2018年 - 2019年）、第4期（2019年）
2. ↑  第1期（2018年）、第2期（2020年）
3. ↑  1st season（2019年）、2nd season（2020年）、The Final（第3期、2021年）
4. ↑  第1期（2019年）、第2期『弐ノ章』（2020年）
5. ↑  第1期（2024年）、第2期（2025年）